# Xenofont de Cos
|  | Per a altres significats, vegeu «Gai Estertini Xenofont». |

Xenofont de Cos (grec antic: Ξενοφῶν, llatí: Xenophon) fou un metge grec deixeble de Praxàgores de Cos i que, per tant, devia viure entre el segle iv i el segle iii aC. Es creu que segurament era nadiu de l'illa de Cos, tal com diu Diògenes Laerci, i segurament el mateix de qui parla Celi Aurelià.
Es tracta segurament del mateix personatge que cita Galè en el llibre XIV de la seva Εἰσαγωγή o Introducció, però el text no és clar i es pot interpretar que Xenofont era seguidor d'Erasístrat, cosa que impediria identificar-lo amb aquest Xenofont i caldria pensar en l'existència d'un altre personatge.